# Il était une fois… les Amériques
Pour les articles homonymes, voir Il était une fois.
Il était une fois… la Vie Il était une fois… les Découvreurs
Il était une fois... les Amériques est une série télévisée d'animation française en 26 épisodes de 25 minutes, créée par Albert Barillé pour les studios Procidis et diffusée à partir du 28 octobre 1991 sur Canal+ dans Canaille Peluche, puis du 9 septembre 1992 sur France 3 puis rediffusée dans Les Minikeums puis aussi sur Canal J, et au Québec à la Télévision de Radio-Canada.

## Synopsis
Cette série, destinée aux enfants, raconte l'histoire du continent américain à travers tous ses peuplements (Inuits, Aztèques, Incas...) et ses évènements historiques (conquête de l'Ouest, guerre d'indépendance...).

## Fiche technique

### Voix françaises
- Roger Carel : Maestro, le narrateur, Voix off
- Olivier Destrez : Pierrot
- Marie-Laure Beneston : Pierrette, Psi
- Patrick Préjean : le Nabot
- Sady Rebbot : le Gros, le Teigneux

### Participations
Bien que la société de production Procidis soit française, de nombreux pays ont participé à la réalisation de cette série. Dans l'ordre des crédits : 
- FR3 puis France 3  France
- Canal+  France
- Televisión española (TVE)  Espagne
- Westdeutscher Rundfunk (WDR)  Allemagne
- Südwestfunk (SWF)  Allemagne
- Reteitalia  Italie
- Société Radio-Canada (SRC)  Canada
- Société suisse de radiodiffusion et télévision (SSR)  Suisse
- Oy. Yleisradio Ab.  Finlande
- Belgische radio en televisie (BRT)  Belgique
- Radiodiffusion-télévision belge (RTBF)  Belgique

### Bande originale
Michel Legrand a composé la bande son, ainsi que la chanson du générique, interprétée par Lisbet Guldbaek (créditée Lisbet Gillan) sur des paroles d'Albert Barillé.

## Épisodes
1. Les premiers Américains
2. Les chasseurs
3. Les conquérants du Grand Nord
4. La Terre Promise
5. Les bâtisseurs de Tumulus
6. Les Aztèques avant la conquête
7. Le rêve obstiné de Christophe Colomb
8. L'Amérique !
9. Cortés et les Aztèques
10. Que viva Mexico !
11. Pizarre et l'empire Inca
12. Jacques Cartier
13. L'époque des conquistadors
14. Champlain
15. L'Angleterre et les treize colonies
16. Les Indiens au XVIIe siècle
17. Les Indiens au XVIIIe siècle
18. La fin du rêve français
19. Les treize colonies vers l'indépendance
20. La guerre d'indépendance
21. Le bois d'ébène (La traite des Noirs)
22. Les pionniers
23. Simon Bolivar
24. La ruée vers l'or
25. La fin du peuple indien
26. America… America !

## Commentaires
Comme dans les opus précédents, le design des personnages est réalisé par Jean Barbaud.
Bien que la société de production (Procidis) d'Albert Barillé soit française, de nombreux pays ont participé à la réalisation de cette série (Allemagne, Belgique, Canada, Espagne, Italie, Japon, Norvège, Pays-Bas, Suède et Suisse).

## Produits dérivés

### DVD
- Il était une fois... les Amériques - L'intégrale (15 octobre 2007) ASIN B000V9M0L2